# EDonkey2000
eDonkey2000 är ett fildelningsprogram som använder sig av P2P-tekniken med möjlighet för flera källor för en och samma nedladdning. Runt 2005 gick fildelningsprogrammet Overnet ihop med eDonkey2000. Programmet använder fildelningsnätverket med samma namn (även förkortat som ed2k) och är kompatibelt med andra fildelningsprogram som eMule och mlMac.